# Педро Ортіс (футболіст, 1990)
Педро Ортіс (ісп. Pedro Ortíz; нар. 19 лютого 1990, Есмеральдас) — еквадорський футболіст, воротар клубу «Емелек».
Чемпіон Еквадору.

## Клубна кар'єра
Народився 19 лютого 1990 року в місті Есмеральдас. Вихованець юнацьких команд футбольних клубів «Емелек» та «Депортіво Асогес».
У дорослому футболі дебютував 2009 року виступами за команду «Депортіво Асогес», у якій провів сім сезонів, взявши участь у 187 матчах чемпіонату. Більшість часу був основним голкіпером команди.
Своєю грою за цю команду привернув увагу представників тренерського штабу клубу «Дельфін», до складу якого приєднався 2016 року. Відіграв за команду з Манти наступні чотири сезони своєї ігрової кар'єри. Граючи у складі «Дельфіна» також здебільшого виходив на поле в основному складі команди.
До складу клубу «Емелек» приєднався 2020 року. Станом на 5 жовтня 2024 року відіграв за гуаякільську команду 140 матчів в національному чемпіонаті.

## Виступи за збірну
У 2019 році дебютував в офіційних матчах у складі національної збірної Еквадору.
У складі збірної був учасником розіграшу Кубка Америки 2019 року у Бразилії, розіграшу Кубка Америки 2021 року у Бразилії.

## Титули і досягнення
- Чемпіон Еквадору (1):

«Дельфін»: 2019